# 2015 في إسبانيا
فيما يلي قوائم الأحداث التي وقعت خلال عام 2015 في إسبانيا.

## أحداث
- 26 يناير – الحادث الجوي في قاعدة لوس لانوس الجوية 2015
- 27 سبتمبر – الانتخابات البرلمانية الكاتالونية 2015

## سياسة

### تعيين في المنصب
- 13 يونيو – آدا كولو عمدة‎ برشلونة  [لغات أخرى]‏، city councilor of Barcelona  [لغات أخرى]‏.
- 17 يوليو – كارلس بوتشدمون president of the Association of Municipalities for Independence ‏،عضو البرلمان الكاتالوني ‏.
- 26 أكتوبر – خوردي تورول عضو البرلمان الكاتالوني ‏.
- 26 أكتوبر – موريل كاسالز عضو البرلمان الكاتالوني ‏.

### انتهاء فترة المنصب
- 13 يونيو – أنا بوتيلا مستشار مدريد  [لغات أخرى]‏.
- 24 يوليو – كارلس بوتشدمون عضو البرلمان الكاتالوني ‏.
- 4 أغسطس – خوردي تورول عضو البرلمان الكاتالوني ‏.
- 26 أكتوبر – مارتا دومينغيث عضو مجلس الشيوخ الإسباني  [لغات أخرى]‏.
- 27 أكتوبر – مريم بلاسكو عضو مجلس النواب الإسباني  [لغات أخرى]‏.

## رياضة
- 1 يناير – بطولة مدريد للماسترز 2015
- 1 يناير – طواف أندلوسيا 2015 الفائز كريس فروم.
- 1 يناير – طواف كاستيلون 2015 الفائزون إيغور أنطون، بيير رولان، بنات انساوستي، بيلو بلباو، جاريكويتز برافو، موفيستار 2015 [الإنجليزية]‏.
- 1 يناير – فولتا كاتالونيا 2015
- 1 فبراير – تروفيو بالما 2015 الفائزون أندريه جريبيل، هنريك إيفنسن، Unai Intziarte  [لغات أخرى]‏، كانونديل جارمين 2015 [الإنجليزية]‏، بن سويفت، ماتيو بيلوتشي.
- 14 فبراير – فولتا مورسيا 2015 الفائزون رين تاراما، تريك سيغافريدو 2015 [الإنجليزية]‏، زدينيك ستيبار، جاريكويتز برافو، باوك موليما.
- 15 فبراير – طواف ألميريا 2015 الفائزون مارك كافنديش، رومان بارديه، رومان سيكار، آي أيه إم 2015 [الإنجليزية]‏، مارك رينشو، خوان خوسيه لوباتو.
- 4 أبريل – جائزة ميغيل إندوراين 2015 الفائزون جون ازقيراي، بنات انساوستي، آنخيل بيثيسو.
- 5 أبريل – فولتا لا ريوخا 2015 الفائزون كاليب إيوان، انجيل مادرازو، داريل إيمبي، أوريكا-جرينيدج 2015 [الإنجليزية]‏، Andrea Palini [الإنجليزية]‏، كريستيان ماير.
- 3 مايو – جائزة إسبانيا الكبرى للدراجات النارية 2015
- 14 يونيو – جائزة كتالونيا الكبرى للدراجات النارية 2015
- 25 يوليو – برويبا فيلافرانسا دي أورديزيا 2015 الفائزون Eneko Lizarralde  [لغات أخرى]‏، انجيل مادرازو، جون ازقيراي، كاجا رورال-سيغوروس 2015 [الإنجليزية]‏، Juan Carlos Riutort  [لغات أخرى]‏، Amets Txurruka [الإنجليزية]‏.
- 31 يوليو – سيركويتو دي جيتكسو 2015 الفائزون ناصر بوهاني، Bernardo Ayuso  [لغات أخرى]‏، كارلوس باربيرو، Imanol Estévez [الإنجليزية]‏، خوان خوسيه لوباتو، موفيستار 2015 [الإنجليزية]‏.
- 1 أغسطس – طواف سان سيباستيان 2015 الفائزون أليخاندرو بالبيردي، فيليب جيلبير، ناثان هاس، أستانا برو تيم 2015 [الإنجليزية]‏، آدم ييتس.

## أفلام
من الأفلام التي صدرت هذه السنة في إسبانيا:
- 1 يناير – تراجع من إخراج أليخاندرو آمينابار.
- 1 يناير – عقاب
- 1 يناير – في قلب البحر من إخراج رون هاوارد.

## وفيات

### مارس
- 15 مارس – أنتونيو بيتانكورت (مواليد 1937) لاعب كرة قدم إسباني.

### مايو
- 26 مايو – فيسنتي اراندا (مواليد 1926) مخرج أفلام إسباني.[1]

### يونيو
- 22 يونيو – جريجوريو موراليس (مواليد 1952) كاتب إسباني.

### يوليو
- 19 يوليو – برنات مارتينيز (مواليد 1980) متسابق دراجات نارية إسباني.
- 19 يوليو – داني ريفاس (مواليد 1988) متسابق دراجات نارية إسباني.

### أغسطس
- 19 أغسطس – لينا مورغان (مواليد 1936)
- 27 أغسطس – خوان جاريجا (مواليد 1963) متسابق دراجات نارية إسباني.

### سبتمبر
- 15 سبتمبر – خوسيه ماريا مينديبل (مواليد 1926) حكم كرة قدم إسباني.[2]
- 25 سبتمبر – مانويل أولترا (مواليد 1922) ملحن إسباني.[3]
- 28 سبتمبر – إغناسيو زوكو (مواليد 1939) لاعب كرة قدم إسباني.[4]